# Polysulfonová textilní vlákna

Struktura polysulfonu

Polysulfonová textilní vlákna (mezinárodní zkratka PSU) jsou výrobky z amorfních nebo semikrystalických látek s dobrou stabilitou při vysokoých teplotách. (Chemická struktura polysulfonu je znázorněna vpravo). 
Polysulfony se vyrábějí průmyslově od roku 1965 (Union Carbide, 3M, ICI). V roce 2022 dosáhl celosvětový výnos z výroby PSU produktů cca 611 milionů USD, údaje o podílu textilních vláken na celkové výrobě nejsou publikovány.

## Způsoby výroby vláken
Polysulfony se zpracovávají 
- mokrým zvlákňováním (dimethyl-acetymid jako rozpouštědlo) nebo
- tavným zvlákňováním  (po včlenění etherových skupin) jako polyethersulfon (PES)[1]
- elektrostatickým zvlákňováním (nanovlákna na membrány)[3]

PSU vlákna se často vyrábějí ze směsi s materiály, které jim dávají vyšší pevnost (např.  sklo) nebo se polysulfonem povrstvují vlákna s vysokou pevností (např. 60 % CF/40 % PSU).

## Vlastnosti
Vlákna mají hmotnost 1,24 cN/cm³, tažnou pevnost 70 MPa, tlakovou pevnost 96 MPa, 
tažnost 50-100 %, navlhavost 0,30 %. 80 % objemu vlákna sestává z dutin tj pórů s průměrem 0,02 µm. Hořlavost LOY se pro PSU udává s 26-32 %, materiál snáší trvale teplotu do 160°C. PSU vlákna jsou mnohem levnější než srovnatelné horkuvzdorné materiály (např. vlákna PEEK)

## Použití výrobků z PSU vláken
Membrány na dialýzu, filtrace plynů, zpracování potravin,  tkáňové nosiče